# Aydat
Aydat ist eine französische Gemeinde mit 2548 Einwohnern (Stand 1. Januar 2022) in der Region Auvergne-Rhône-Alpes im Département Puy-de-Dôme im Arrondissement Clermont-Ferrand im Kanton Orcines.

## Geographie
Die weit verzweigte Gemeinde besteht aus den Ortschaften Aydat, Ponteix, Rouillas-Bas, Rouillas-Haut, La Cassière, La Garandie, Saint-Julien, Veyreras, Verneuge, Fontclairant, Prades, Sauteyras, Le Lot, Phialeix und Le Mas et de Fohet. Mit den Vulkanhöhen im Gemeindegebiet umfasst dieses 50,22 Quadratkilometer und liegt auf 620 bis 1142 Meter Meereshöhe.
Die Vulkanberge auf Gemeindegebiet sind:
- Puy de Montjuger, 1142 m
- Puy de Charmont, 1138 m
- Puy de la Rodde, 1127 m
- Puy de Combregrasse, 1120 m
- Puy de Vichâtel, 1094 m
- Puy de Boursoux, 1057 m
- Puy de la Toupe, 1061 m
- Mont Redon, 872 m

## Sehenswürdigkeiten
- Lac d’Aydat, 85 ha groß und 15 Meter tief
- Lac de la Cassière
- Menhir de Fohet, 5 Meter hoch
- Kirche Saint Sidoine in Aydat, romanisch (12./13. Jahrhundert), Glockenturm des 19. Jahrhunderts; zu Sidoine, Bischof und Literat des 5. Jahrhunderts
- Kirche in Rouillas-bas mit einer Statue des Saint-Jacques aus Holz (16. Jahrhundert)
- Kirche Saint-Julien in Fohet (15. Jahrhundert)
- Zwei Kreuze des 15. Jahrhunderts in Fohet
- Ruinen einer Kommandantur des Templerordens
- In Ponteix Kirche mit romanischen Kapitellen, davor Brunnen „Fontaine-calvaire“
- Château de Montlosier (18. Jahrhundert), Infozentrum des Regional-Naturparks der Vulkane der Auvergne mit Ausstellung über Vulkanismus
- Ruinen des Châteaus de Montredon auf dem Mont Redon

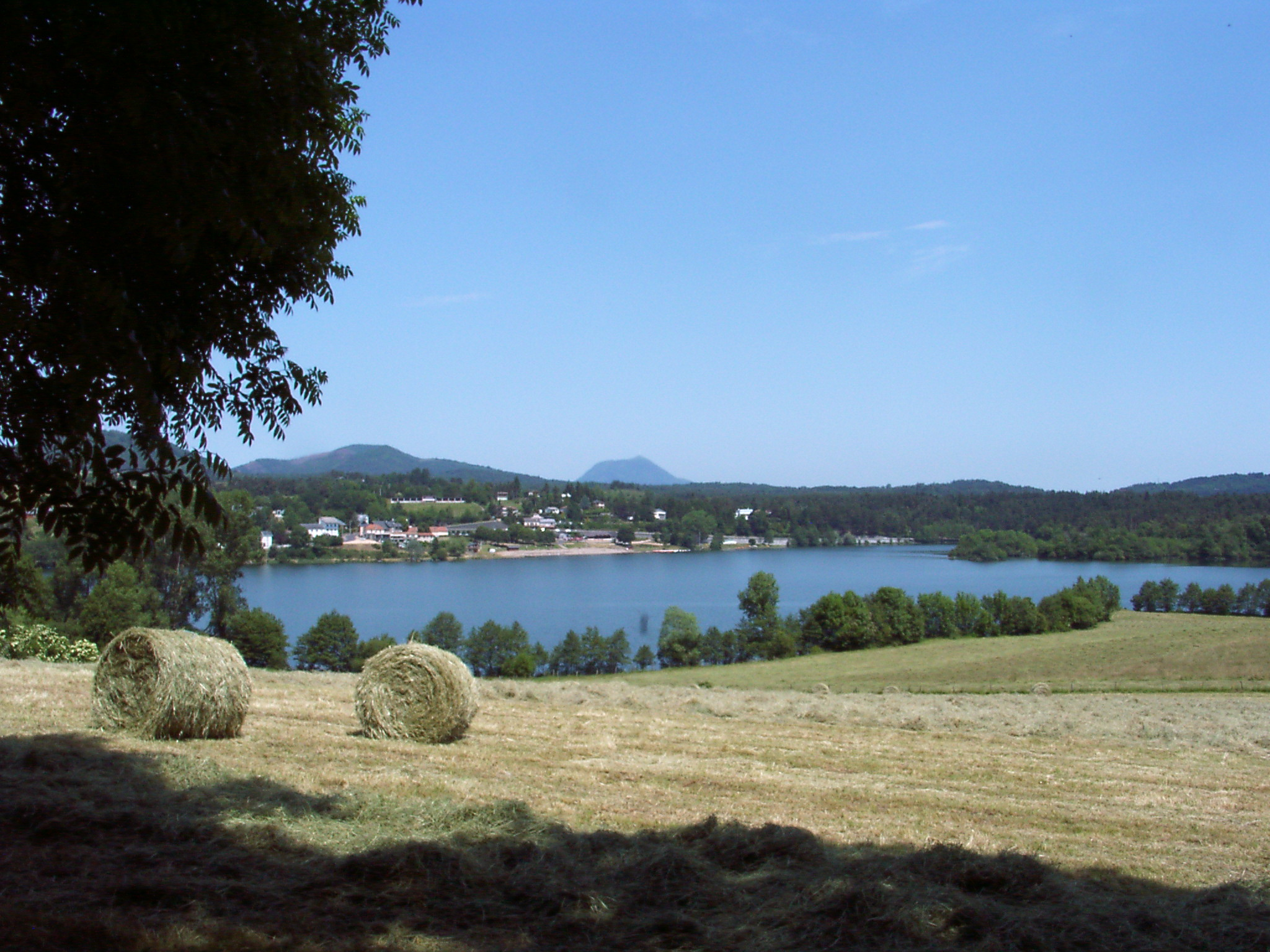
Lac d’Aydat
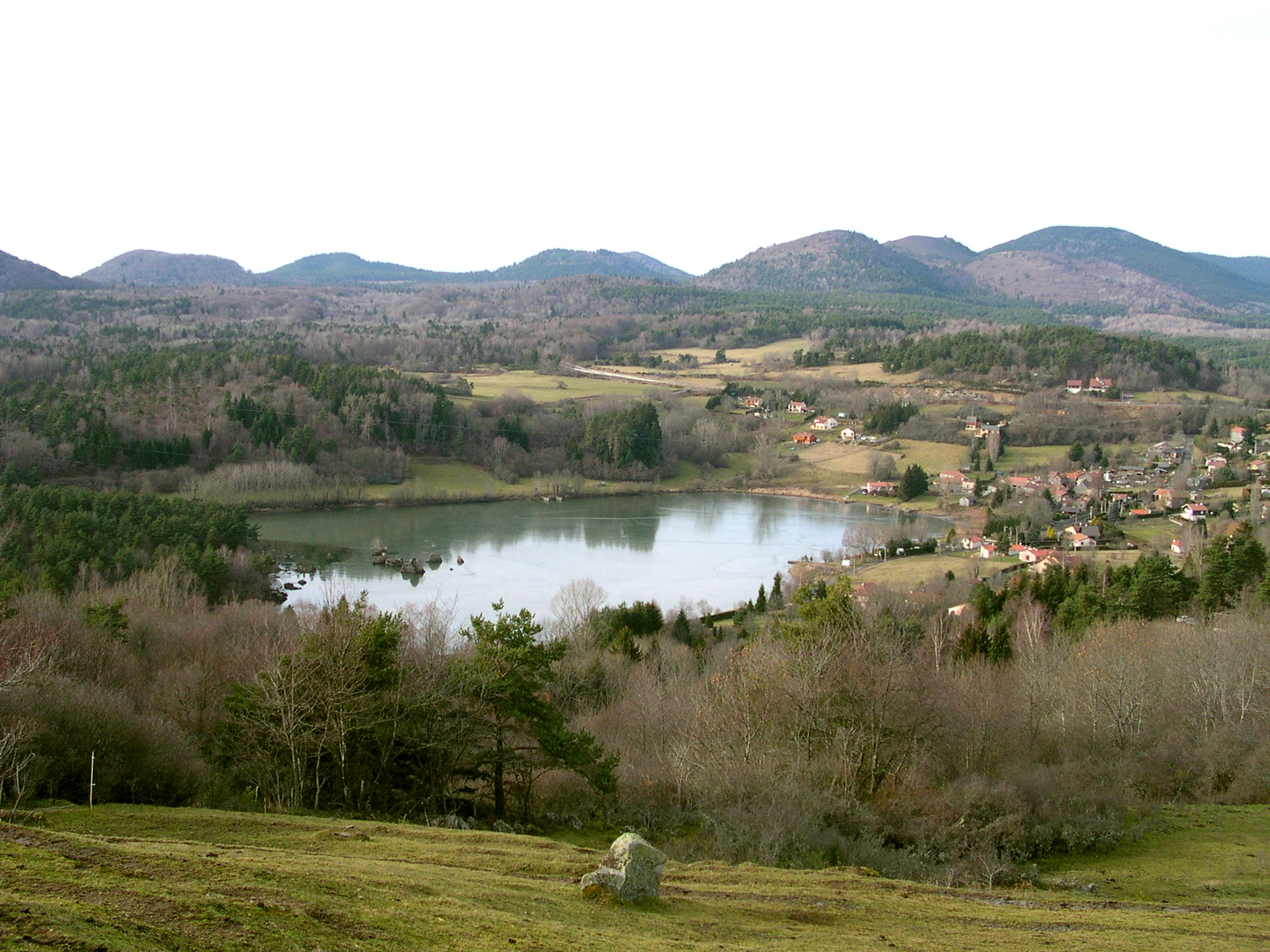
Lac de la Cassière
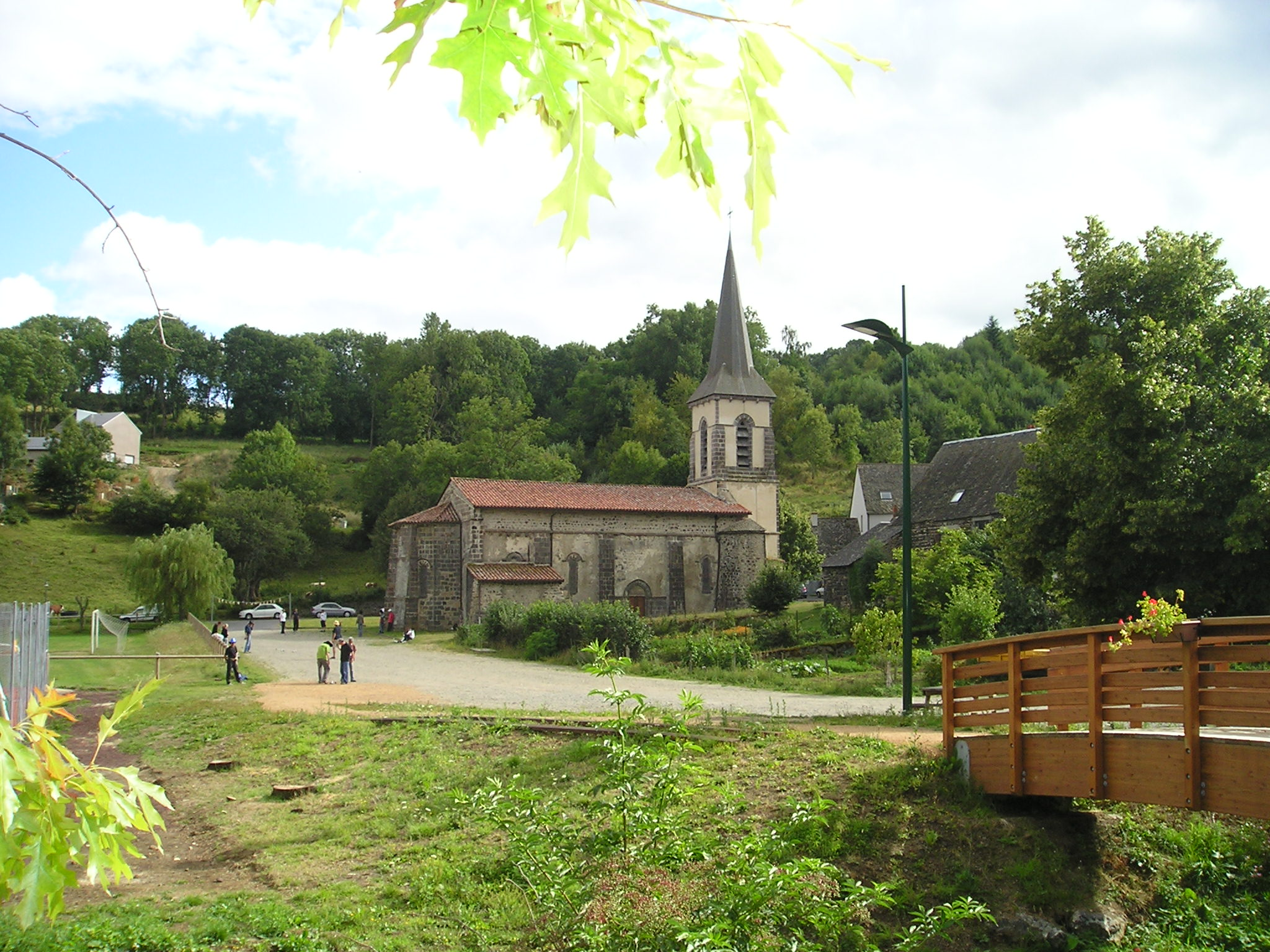
Kirche Saint Sidoine in Aydat
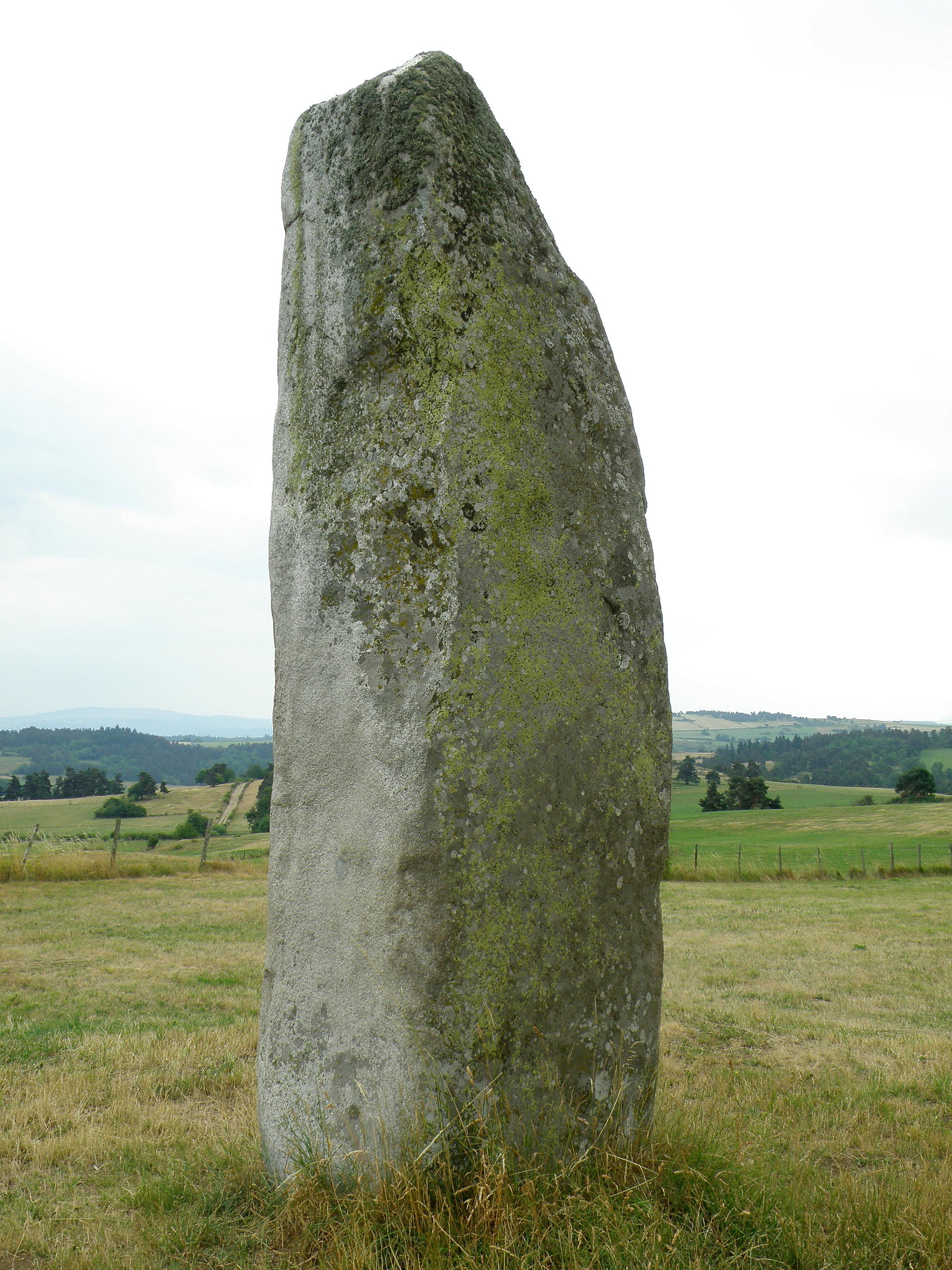
Menhir de Fohet
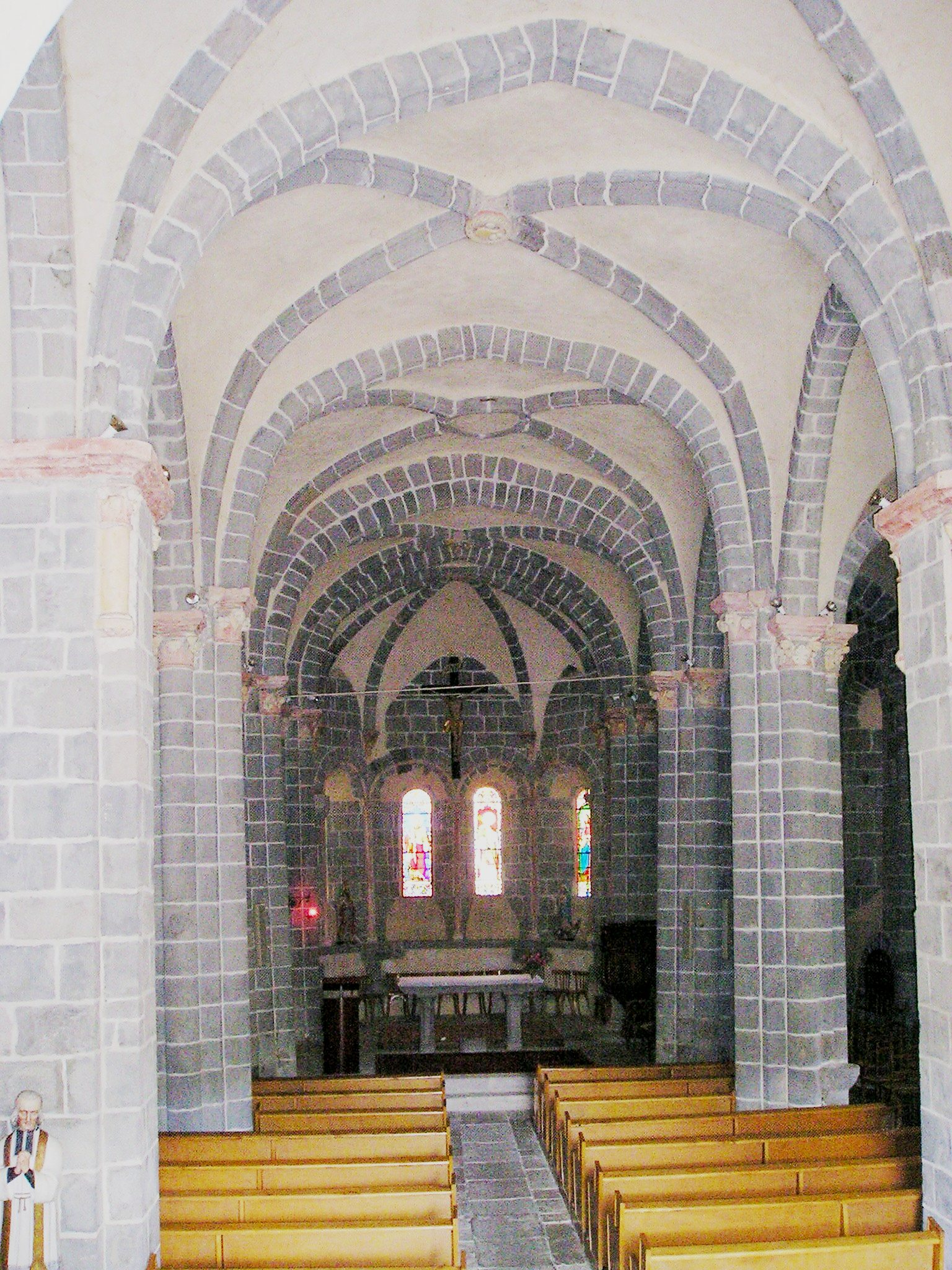
Innenansicht der Kirche Saint Sidoine
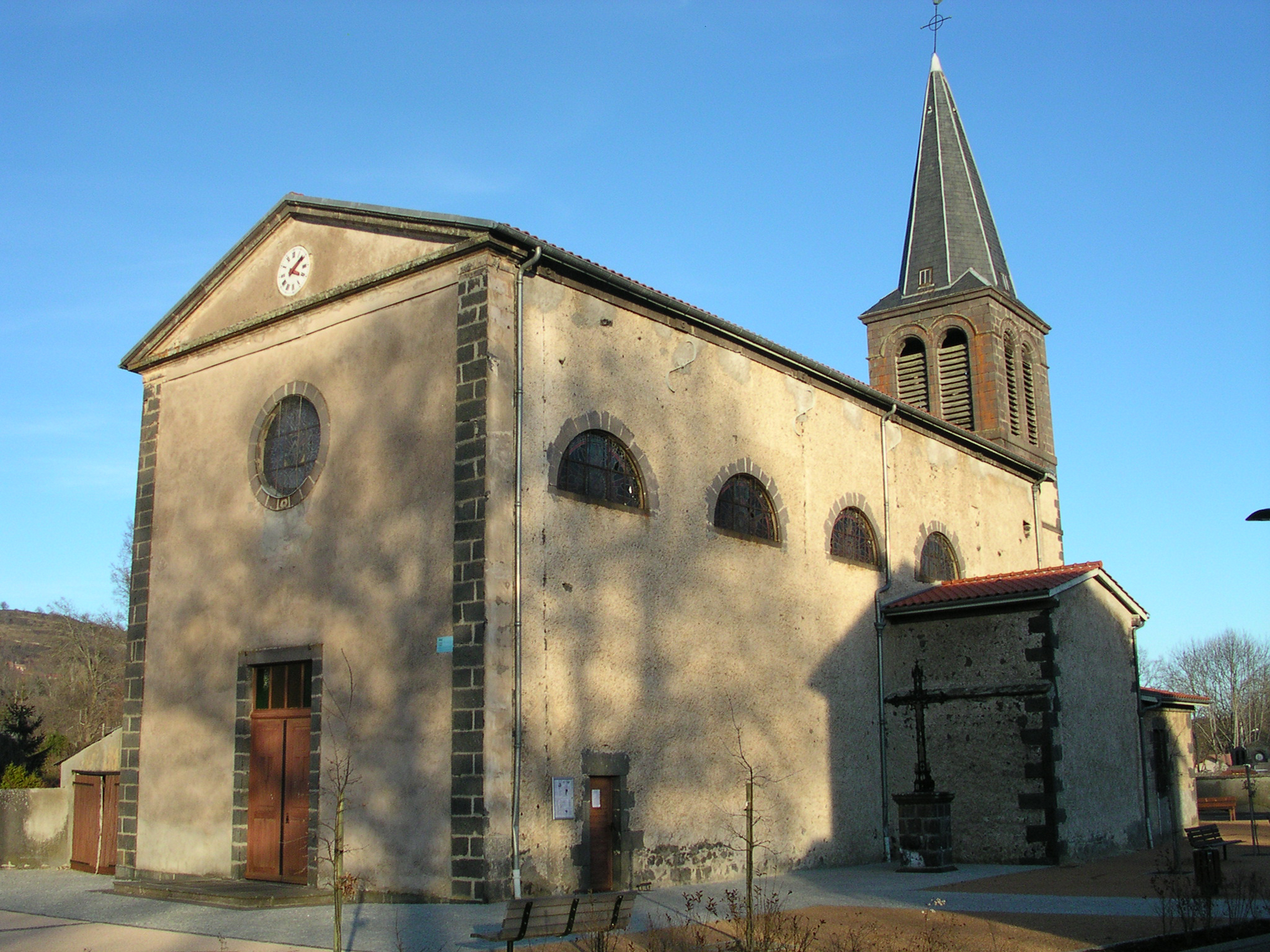
Kirche von Rouillat-Bas
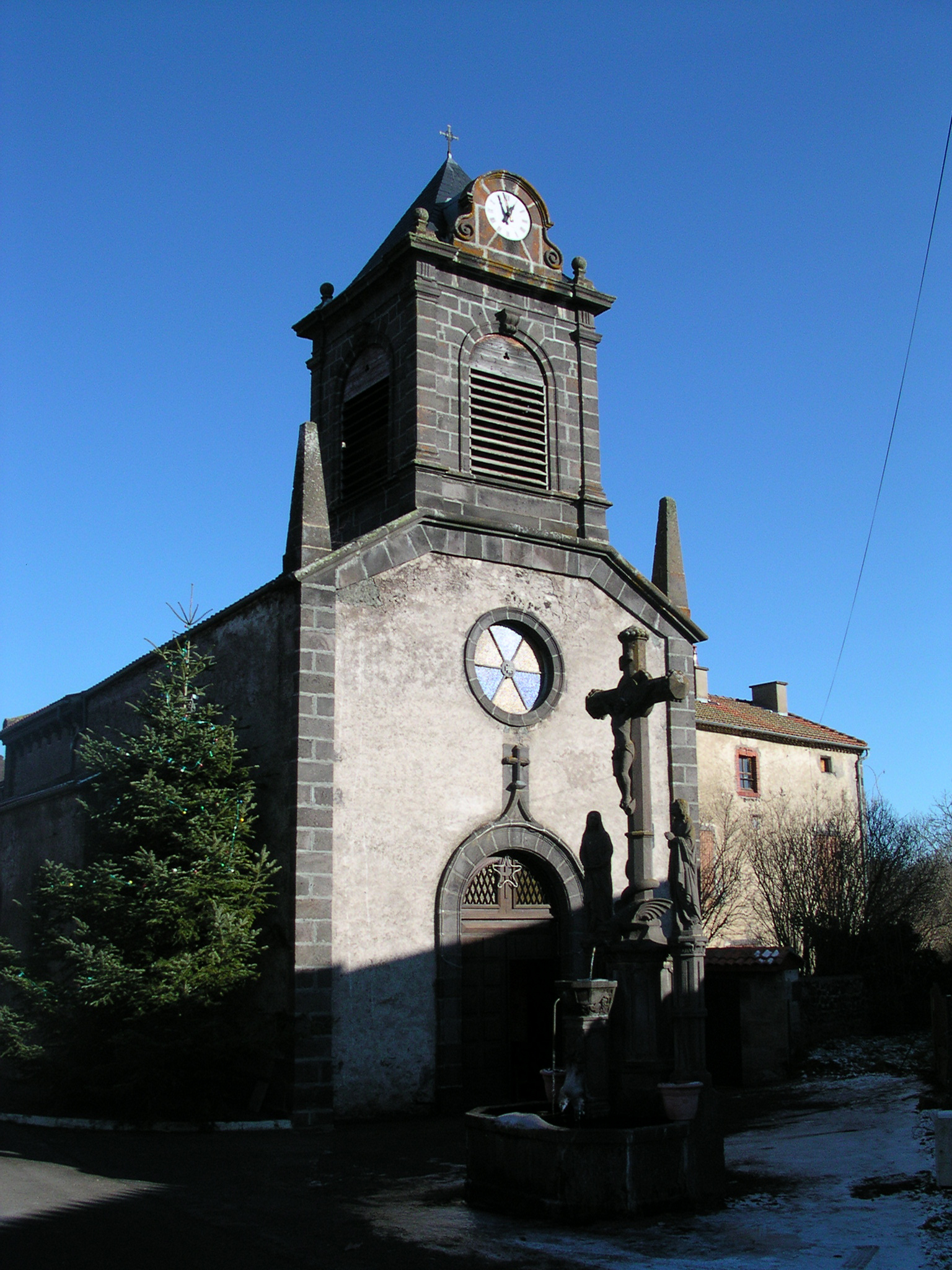
Kirche von Ponteix
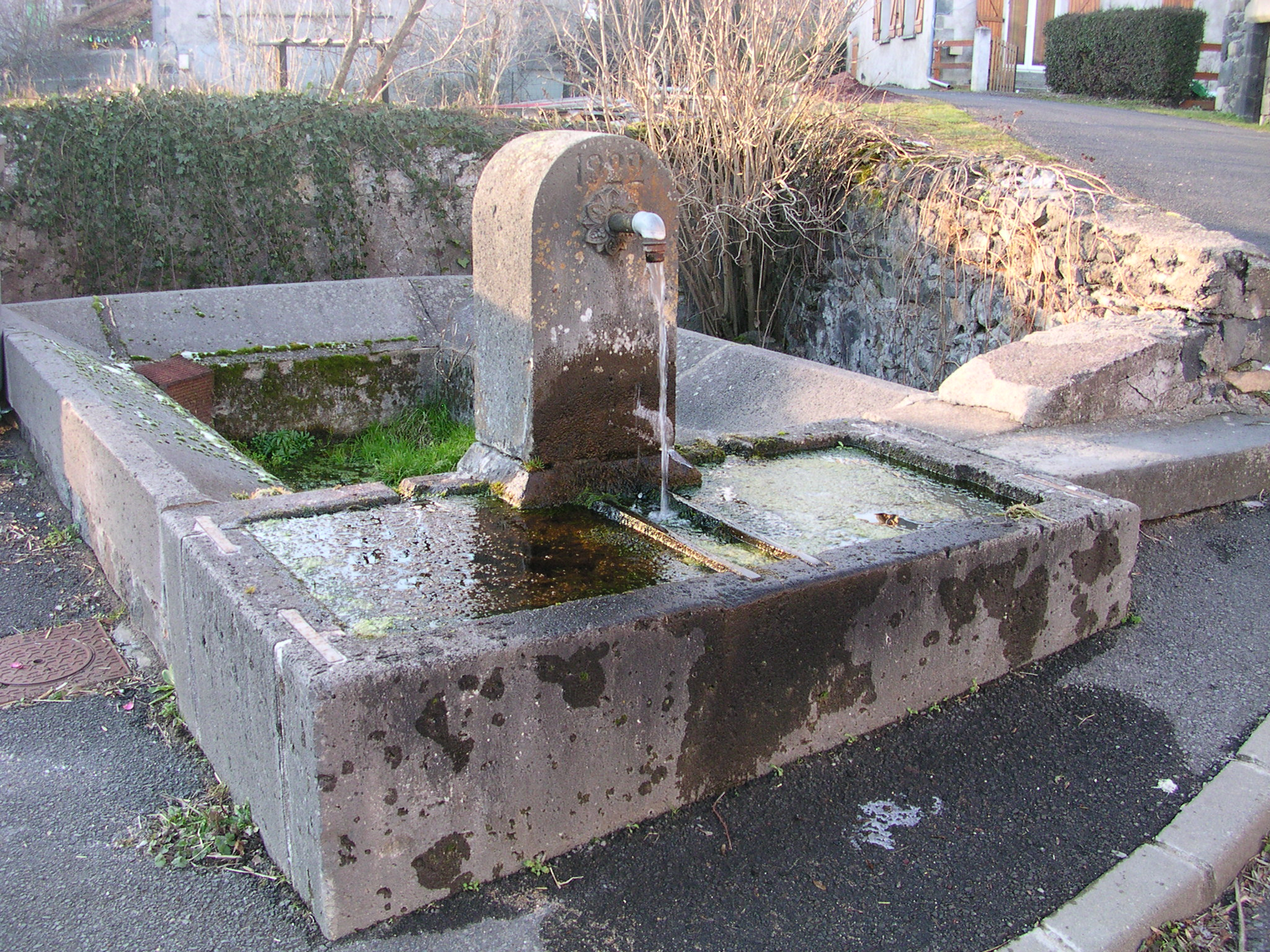
Brunnen Fontaine-calvaire in Ponteix
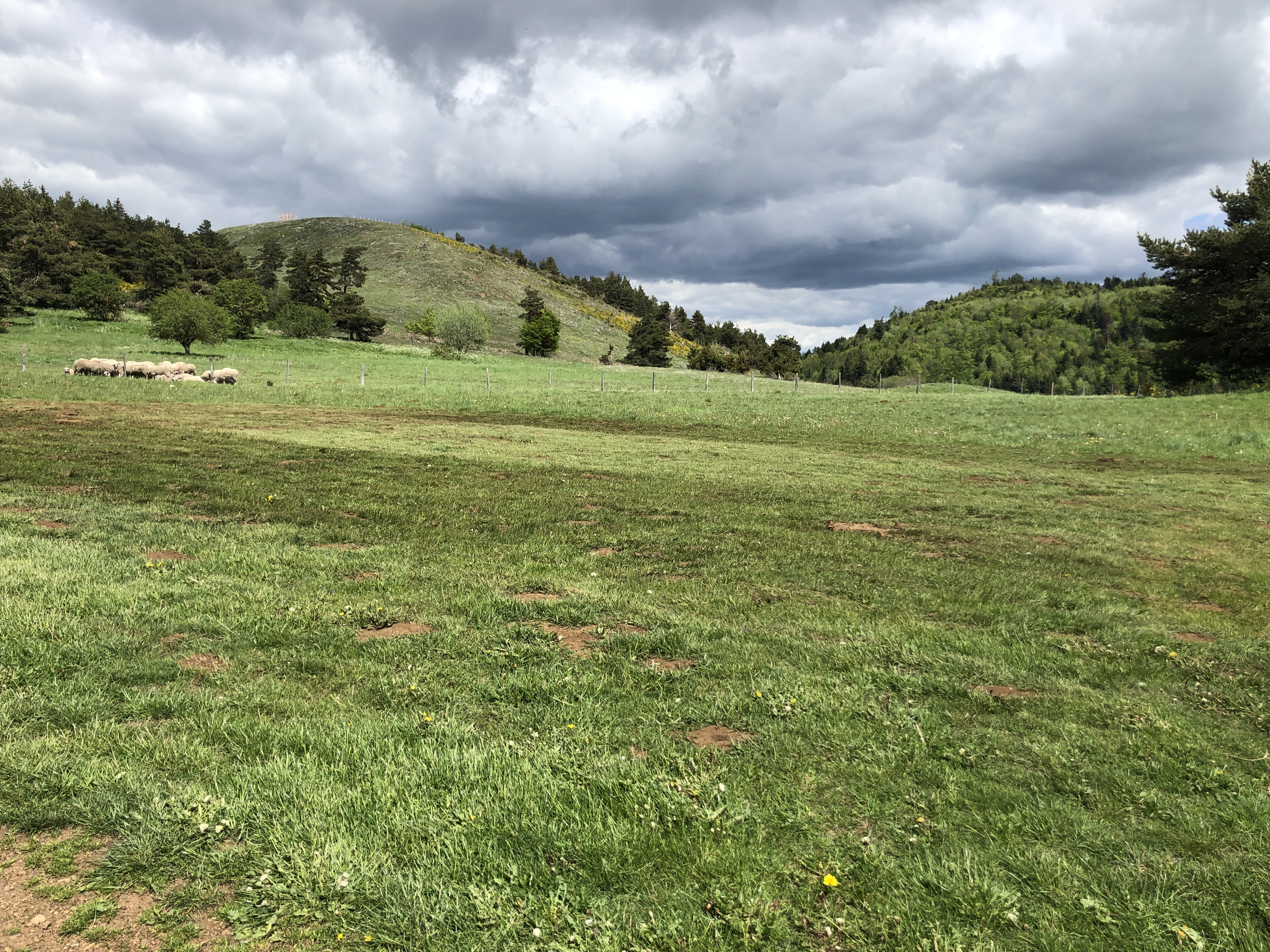
Puy de Combregrasse